# Bạo loạn Stockholm 2013
Bạo loạn Stockholm 2013 diễn ra vào tháng 5 năm 2013 sau khi cảnh sát nổ súng gây tử thương cho một người đàn ông mang theo một con dao rựa
, dẫn đến một cuộc bạo loạn kéo dài vài ngày tại thành phố Stockholm, Thụy Điển. Cho rằng cảnh sát đã kỳ thị chủng tộc, hàng trăm thanh niên tại vùng ngoại ô Husby, thủ đô Stockholm, bạo loạn sau đó lan từ Husby sang tây và nam Stockholm, gây bạo loạn nhiều đêm liên tiếp. Người đàn ông 69 tuổi người Bồ Đào Nha nhập cư đã mang theo dao và dọa giết cảnh sát.

## Bạo loạn

### Đêm đầu tiên
Cuộc nổi loạn bắt đầu vào đêm chủ nhật 19 tháng 5, năm 2013, khi những thanh niên đã đốt cháy xe hơi ở Husby, nơi mà 80% là dân di cư. Ít nhất 100 xe đã bị đốt cháy. Một nhà để xe bị đốt, buộc di tản một khối căn hộ, và một trung tâm mua sắm đã bị phá hoại. Cảnh sát được phái đến vào lúc 10 giờ, sau đó bị các thanh niên ném đá, và ba sĩ quan cảnh sát bị thương. Sự yên bình trở lại lúc 05:30. Cảnh sát ước tính khoảng 50 đến 60 thanh niên đã tham gia trong cuộc bạo loạn, nhưng không có vụ bắt giữ nào.

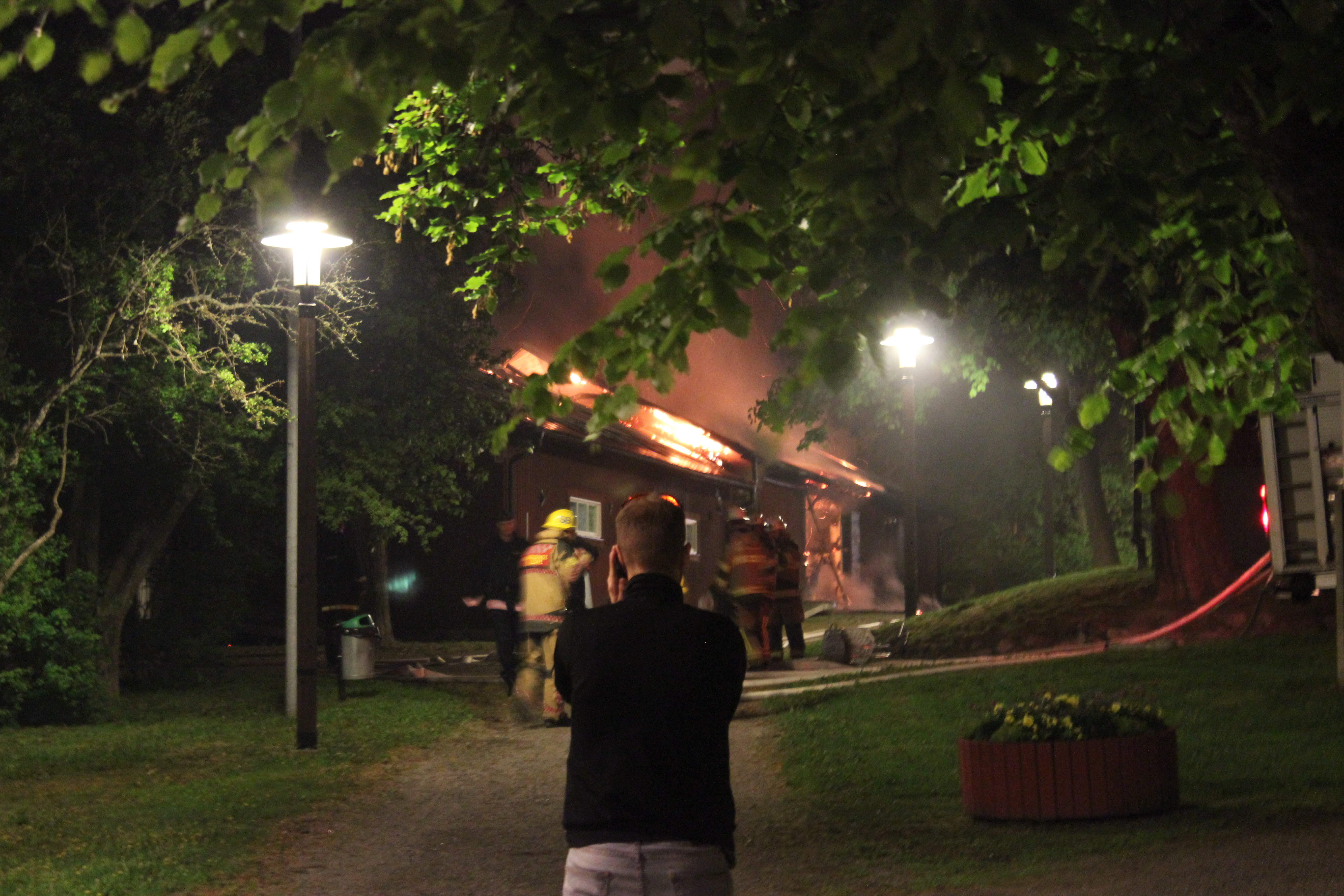
Xe bị đốt ở Husby Gård.

### Đêm thứ hai
Cuộc nổi loạn tiếp tục đêm thứ hai, ngày 20 tháng 5. Những người bạo loạn đốt 11 chiếc xe con và bốn chiếc xe công te nơ chứa chất thải, và ném đá vào cảnh sát và nhân viên cứu hỏa dập tắt ngọn lửa. Bảy sĩ quan cảnh sát bị thương do ném đá. Cảnh sát ước tính có khoảng 50 đến 100 người tham dự vụ bạo động hôm thứ hai. Một số đã ở độ tuổi 12 hoặc 13, nhưng phần lớn là người trưởng thành. Sự bình yên trở lại vào 4 giờ. Bảy người, tuổi từ 15 và 19, đã bị bắt giữ vì tấn công một sĩ quan cảnh sát. Hai đã được thả, và một phần ba đã có tuổi dưới 15.

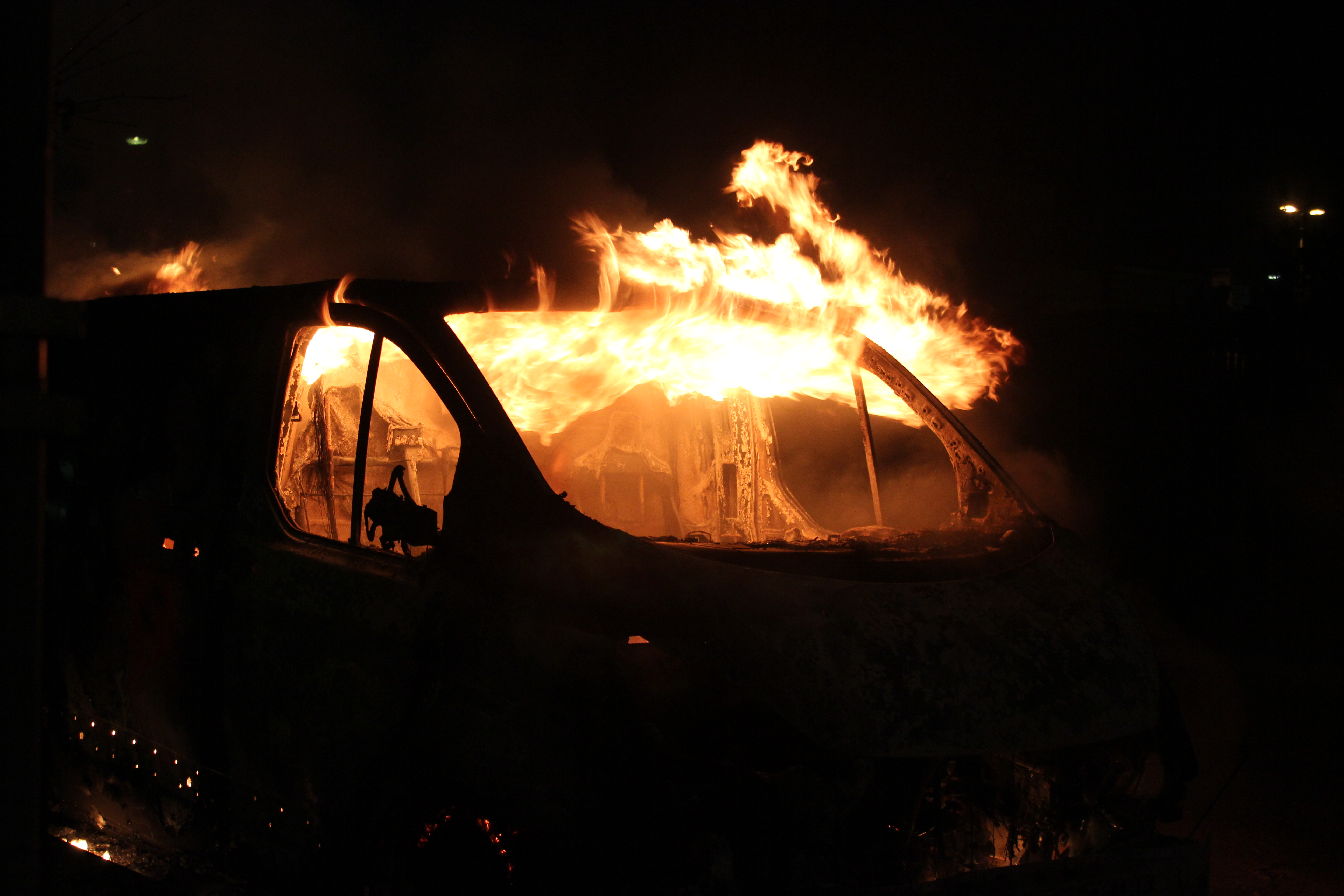
Ngày thứ hai của cuộc bạo loạn Husby Stockholm. Hình ảnh mô tả một chiếc xe tải gần đây đã bị đốt ở ngoại ô Stockholm Husby.

Đã có một cuộc nổi loạn nhỏ ở miền nam Stockholm, nhưng không biết liệu có một liên quan đến cuộc nổi loạn ở Husby. Bạo loạn cũng lan sang Fittja, Kista, Rinkeby, và Tensta.

### Đêm thứ ba
Đêm thứ 5 ngày 21 tháng 5 năm 2013, bạo loạn lan đến Bredäng, Edsberg, Flemingsberg, Norsborg và Skarpnäck. Ba mươi chiếc xe đã bị đốt cháy, trong khi đồn cảnh sát Jakobsberg và trung tâm mua sắm đã bị phá hoại. Cảnh sát đã bắt giữ tám người. Sự bình yên đã trở lại vào 3 giờ sáng.

## Phân tích
- Bà bộ trưởng Tư pháp Beatrice Ask nói: " Bị loại ra khỏi xã hội là nguyên nhân quan trọng của nhiều vấn đề."[11]
- Selcuk Ceken, làm việc tại trung tâm thiếu niên vùng Hagsatra, nói: " khó mà biết tại sao họ làm vậy. Có thể là họ ghét các lực lượng hành pháp, có thể họ tức bực vì hoàn cảnh cá nhân, chẳng hạn như thất nghiệp hay không có chỗ ở."[11]